# Levins villa

Levins villa, även Levins hus, är en byggnad i kvarteret Gråmunkeholmen 4 på Tryckerigatan 12 på Riddarholmen i Stockholm.
Tomten tillhörde ursprungligen det Stenbockska palatset, som köptes 1771 av den förmögne köpmannen Adolf Ludvig Levin. Levin avstyckade tomten och sålde palatset och lät på den avstyckade tomten uppföra ett större bostadshus efter ritningar av Erik Palmstedt. Fastigheten inköptes 1833 av bokförlaget P.A. Norstedt.
I byggnaden återfanns tidigare Domarnämnden och Domstolsverkets stockholmskontor, och sedan 2015 återfinns kontoret för ett rekryteringsföretag i byggnaden.